# Feblik
Feblik – powieść młodzieżowa napisana przez Małgorzatę Musierowicz. Wydana w 2015 jest 21. częścią Jeżycjady.
Feblik splata się z poprzednią częścią pod względem czasu akcji, jej bohaterów i częściowo także miejsca, gdzie rozgrywa się historia. Akcja rozpoczyna się 10 sierpnia 2013 r. i obejmuje kolejne 3 dni, a więc kończy się, tak jak Wnuczka do orzechów, 13 sierpnia. Wydarzenia dzieją się najpierw w Nekli koło Kostrzyna, następnie bohaterowie krążą między Poznaniem i okolicami Kostrzyna, by ostatecznie zebrać się u Patrycji, na wsi. Tytułowy feblik to dawne określenie na sympatię lub skłonność do kogoś, słowo pochodzące z łaciny bądź francuskiego. Posługuje się nim chętnie Ignacy G. Stryba w odniesieniu do Agnieszki Żyry, swojej dawnej koleżanki z gimnazjum. Ci dwoje spędzają ze sobą większość czasu od 10 do 13 sierpnia, co owocuje wzajemną fascynacją. Agnieszka z początku jest nieufna i zdystansowana, lecz życzliwość Ignasia i jego rodzina rozwiewa jej wątpliwości. Ostatecznie wyjaśnia się także sytuacja Józefa i Doroty.

## Główna bohaterka
Agnieszka Żyra - studentka malarstwa na ASP, rówieśnica Ignacego G. Stryby, jego koleżanka z klasy i sympatia z czasów gimnazjum. W jej rodzinie od pokoleń brak mężczyzn, dlatego Agnieszka jest wobec nich nieufna. Odkrywa w sobie miłość do wrażliwego jak ona Ignacego G. Stryby, który porywa ją z domu. Często mdleje.

## Pozostali bohaterowie
Ignacy Grzegorz Stryba - student historii sztuki porzucony przez Macdusię Ogorzałkę. Spotkawszy niespodzianie dawną sympatię Agnieszkę Żyrę, znów zostaje zauroczony jej delikatnością i finezją. Przy niej odkrywa w sobie rycerza i bierze ją w obronę wobec jej wybuchowych matki i siostry.
Gabriela Stryba - matka Ignacego Grzegorza, żona Grzegorza. Dba i troszczy się o wszystkich, ale jakoś szczególnie w tych dniach o szczęście najmłodszej latorośli.
Ida Pałys - nadal śle do rodziny rozpaczliwe mejle, w niektórych pocieszając stroskaną Gabrielę. Szuka spokojnego miejsca dla siebie i męża, dlatego planuje kupić zrujnowany dom od Doroty i jej babć. Okazuje niesłychaną radość, gdy poznaje ukochanego Doroty Rumianek.
Patrycja Górska – najmłodsza z czterech sióstr, prowadząca wspaniałe i gościnne gospodarstwo. Cieszy się widząc swoich najbliższych wokół siebie, szczególnie zaś rodziców, którzy zamierzają dłużej u niej zabawić, a może zostać na zawsze.